# Lady Laistee
Lady Laistee, de son vrai nom Aline Christophe, née le 20 avril 1972 à Saint-Claude, en Guadeloupe, est une rappeuse française. Elle se lance dans le rap au début des années 1990 au sein du collectif Le Complot des Bas Fonds. En 1999, elle publie son premier album solo, Black Mama, sur lequel elle rend hommage à son frère, Rudy, tué par balle trois ans plus tôt en 1996, sur la chanson Et si…?. En 2001, Aline publie son deuxième album, Hip-Hop Therapy, qui est suivi en 2005 de son troisième album, Second souffle.

## Biographie
Aline Christophe est née à Saint-Claude, en Guadeloupe, et a grandi depuis l'âge de cinq ans en région parisienne en France métropolitaine. Au début des années 1990, elle se laisse emporter par la vague de hip-hop qui touche l'hexagone. Son nom, Laistee, est le verlan du mot « stylée » (qui a du style). Elle commence le rap au sein du collectif « Le Complot des Bas Fonds » avec entre autres Fabe, Koma, et Sleo. Elle collabore avec plusieurs rappeurs français comme Dadoo, Kery James, Busta Flex, D.Dy et Sir Samuel ou encore les chanteuses Lynnsha, Diam's et Princess Lover.
Le 13 juin 1996, Aline apprend la mort de son frère Rudy, tué par balles,. Dans son premier album, Black Mama, publié en 1999, elle lui rend hommage dans la chanson à succès Et si…? produite par Sully Séfil. Et si…? figure parmi les meilleures ventes rap de l'année avec plus de 250 000 singles vendus. Sur ce premier album, elle collabore notamment avec le label B.O.S.S. de JoeyStarr (NTM). En parallèle, elle met au monde sa fille, Léa. Elle fait aussi partie des artistes que MC Jean Gab'1 attaque dans son titre J't'emmerde. En 2001, Aline publie son deuxième album, Hip-Hop Therapy, auquel participent Joey Starr et DJ Spank, Sulee B. Wax, et Matt et rencontre le succès. Le 10 février 2003, elle est victime d'un grave accident vasculaire cérébral. Elle  survit mais en reste paralysée de la moitié du corps, et doit suivre un long processus de rééducation,. Elle raconte cet événement tragique dans son troisième album, Second souffle, publié en 2005 au label Barclay. Quatre ans plus tard en 2007, elle épouse Sébastien Farran, manager de JoeyStarr et Tété, autrefois juré dans l'émission Popstars en 2007 sur M6. Ils se séparent en 2009.
Elle participe à la mixtape JoeyStarr Armagedon de JoeyStarr, sortie en 2011.
En 2015, elle publie un livre-confessions, intitulé Dans la lumière, dans lequel elle raconte sa vie difficile et révèle avoir été violée par son père. Le 2 mai 2015, elle confie sur le plateau de l'émission Salut les terriens sur la chaîne Canal+ : « Je le vois qui descend dans un parking puis je me pose des questions car il descend et je me dis : « On aurait pu se garer plus haut » et c'est comme si j'avais eu un instinct qui me disait : « Il y a quelque chose de bizarre ». Quand on s'arrête et qu'il arrête le moteur, il tourne son regard vers moi, il avait les yeux rouges parce qu'il était ivre de toute façon, j'ai su ce qu'il allait faire. J'ai essayé d'ouvrir la porte et là évidemment il l'a bloquée. On s'est battu, je me suis enfuie, il m'a traînée. On s'est battu vraiment longtemps dans la voiture et à un moment donné j'ai baissé les bras. Pour moi ce n’était pas possible, c'était mon père ! Il a fait son acte et à partir de ce moment-là j'étais morte, mon père était mort. »
En 2015, elle publie le single numérique Angel.

## Discographie

### Albums studio
- 1999 : Black Mama
- 2002 : Hip-Hop Therapy
- 2005 : Second souffle
- 2019 : Un monde meilleur

### Participations
- 1995 : Ne joue pas avec le feu (sur l'album de Sléo Ensemble pour une nouvelle aventure)
- 1996 : Respecte mon attitude (sur la compilation Les Cool Sessions 2)
- 1997 : L'impact net (sur la compilation L-432)